# Leoben Hauptbahnhof

Der Bahnhof Leoben Hauptbahnhof ist ein Verkehrsknoten und Fernverkehrshalt in Leoben in der Steiermark. Er ist zentraler Umsteigepunkt für innerösterreichische Bahnfahrten und verknüpft unter anderem Wien mit Klagenfurt und Villach sowie Graz mit der Obersteiermark und Salzburg.

## Geschichte
Am 1. September 1868 wurde die Bahnstrecke Bruck an der Mur–Leoben und mit ihr der erste Leobner Bahnhof eröffnet. Obwohl dieser stets der nördlichst gelegene der danach vier Bahnhöfe im Stadtgebiet gewesen ist, wurde er damals nach der Südbahngesellschaft Südbahnhof genannt. Am 1. Dezember desselben Jahres wurde die Flügelstrecke St. Michael–Leoben der Rudolfsbahn fertiggestellt, allerdings nur bis zum südlicher gelegenen Bahnhof Leoben Göss. Der Lückenschluss zwischen beiden Endbahnhöfen wurde auf Grund von Streitigkeiten zwischen den konkurrierenden Bahnverwaltungen zwar geplant und trassiert, jedoch vorerst nicht fertiggestellt. 1872 wurde das erste Teilstück der Erzbergbahn zwischen Leoben und Vordernberg eröffnet, was Anlass gewesen sein dürfte, sich auch über die Fertigstellung des kurzen Verbindungsstückes zwischen Südbahnhof und Gösser Bahnhof zu einigen. Dadurch konnte Leoben zu einem Knotenpunkt für die Bahnverbindungen Richtung Wien und Graz, nach Kärnten über den Neumarkter Sattel, über Palten-Liesingtal nach Linz und Richtung Salzburg werden. Dies begründete eine erhebliche Aufwertung des Standortes Leoben. Erst mit dem Übergang der Staatsbahngesellschaften in die Österreichischen Bundesbahnen erfolgte die Umbenennung in Leoben Hauptbahnhof.
Im nördlichen Bahnhofsbereich, dem Münzenberg zugewandt, befanden sich die Verladeeinrichtungen des 1964 stillgelegten Kohlebergbaus Seegraben. Ein paar Stumpfgleise, die teilweise in westlicher Richtung aus dem Bahnhofsbereich ragen und heute am Grund des Bauunternehmens ÖSTU-Stettin liegen, sind Relikte dieser Zeit.
Straßenseitig befand sich am alten Bahnhofsvorplatz die Endstation und Umkehrschleife der städtischen Obuslinien nach Donawitz und Göß.

### Neubau 1970er-Jahre
Bereits im Jahr 1960 entschlossen sich die Österreichischen Bundesbahnen zu einem völligen Neubau des Hauptbahnhofs, der allerdings aus verkehrstechnischen und budgetären Gründen erst einige Jahre später etappenweise erfolgen konnte. Im ersten Bauabschnitt wurde im Jahr 1968 die Bahnmeisterei und deren Nebenanlagen errichtet. Zwischen 1970 und 1972 folgte der Bau des viergeschoßigen Bürogebäudes, das unter anderem die Fahrdienstleitung beherbergt. In der letzten Bauetappe wurde zwischen 1973 und 1975 das alte Aufnahmsgebäude abgetragen und durch einen Neubau des Architekten Bruno Riegler ersetzt. Am 22. September 1975 erfolgte die offizielle Eröffnung.
Der Neubau kostete 88 Millionen Schilling, davon entfielen 68,3 Mio. auf den Hochbau, 4,4 Mio. auf den Unterbau, 2,5 Mio. auf den Oberbau und 12,9 Mio. auf fernmelde-, sicherungstechnische, elektro- und maschinentechnische Anlagen.
Die neue Bahnhofshalle wurde dabei mit plastischen Friesen von Rudolf Kedl sowie mit zwei Emailbildern von Giselbert Hoke künstlerisch gestaltet. Am Vorplatz wurde eine sieben Meter hohe und elf Tonnen Stahlskulptur von Helmuth Gsöllpointner, zum Gedenken an neunzehn Leobener Eisenbahner die in den Jahren 1942 bis 1945 hingerichtet wurden, aufgestellt.

Bahnhof Leoben vom Bahnsteig 2 aus gesehen

### Umbau 2000er-Jahre
2003 bis 2005 wurden das Aufnahmsgebäude, die Bahnsteiganlagen, der Personentunnel sowie der Vorplatz modernisiert. Die Bahnhofshalle und die Kunstwerke wurden belassen. Es wurde dabei versucht die neue Bausubstanz mit der alten möglichst ästhetisch zu verbinden und den Bahnhof kundenfreundlich zu gestalten. Eine wichtige Aufgabe der Architekten war, die Bahnsteige über den Personentunnel mit der Bahnhofshalle und der Stadt zu verbinden.

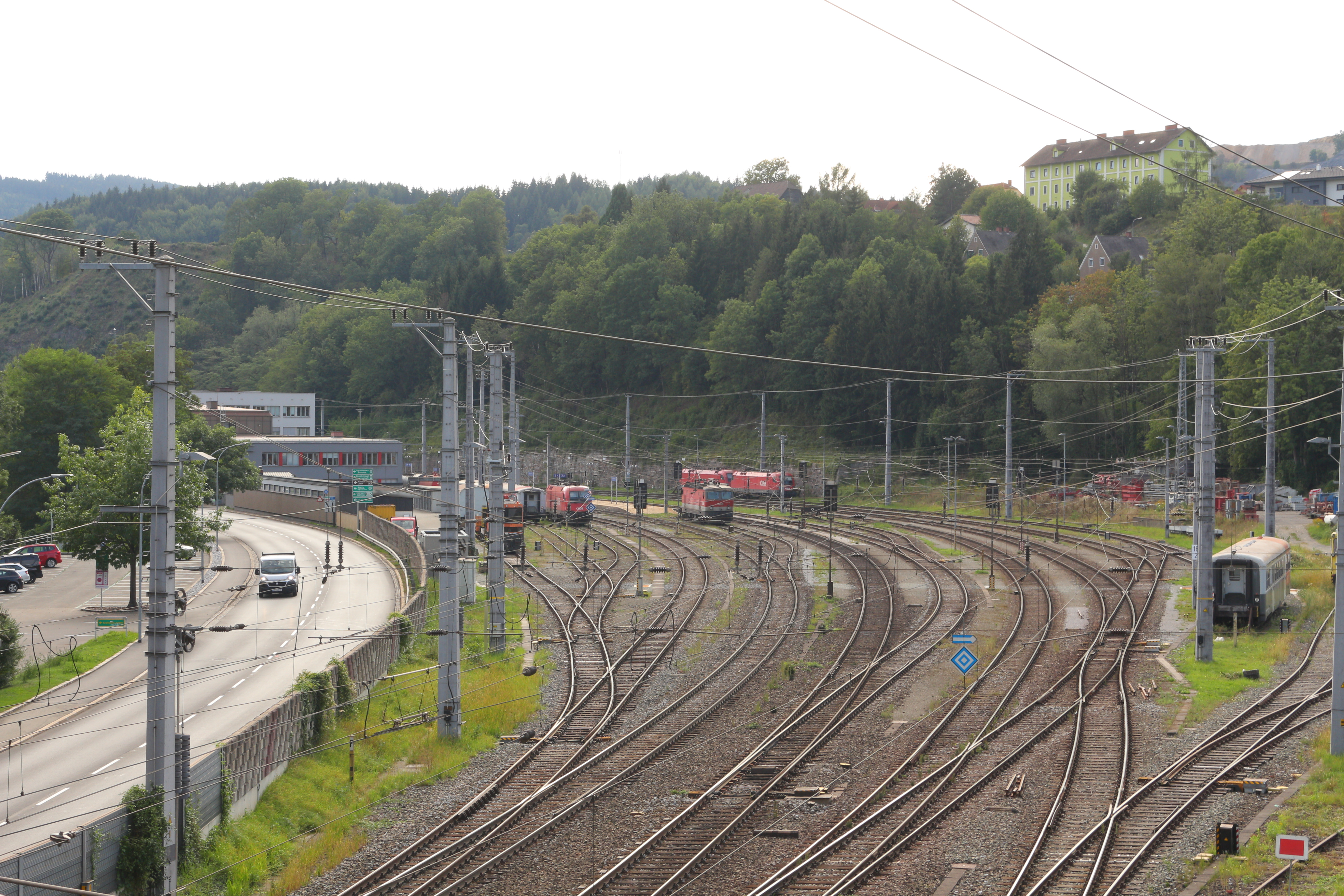
Gleise am HBF von Osten aus gesehen

2015 wurde die leerstehende Stückguthalle abgerissen und an ihrer Stelle ein Parkhaus errichtet.

## Verkehr

### Fernverkehr
Topografisch großräumig liegt Leoben im Schnittpunkt der Achsen Wien–Villach in Nordost-Südwest-Richtung und Graz–Innsbruck, Salzburg, Linz in Südost-West- bzw. Nordwest-Richtung. An diesen Hauptverkehrslinien ist das Angebot im nationalen Personenfernverkehr der ÖBB ausgerichtet, wobei alle Fernzüge einen fahrplanmäßigen Halt in Leoben anbieten. Die Reisezeit beträgt nach Graz 45 bis 60 Minuten, nach Wien und Villach rund zwei Stunden, nach Linz und Salzburg rund drei, nach Innsbruck rund fünf Stunden. Seit dem ersten Taktfahrplan gab es immer nur wenige Züge, die in manchen Fahrplanperioden hier nicht hielten. War das Angebot über viele Jahre hinweg in beiden Hauptverkehrsachsen etwa gleich gut im Zwei-Stunden-Takt ausgestattet, so wurden die Direktverbindungen der Südost-West/Nordwest-Achse ab 2005 von Jahr zu Jahr weniger. Nur für die Relation Graz-Salzburg blieb ein Zwei-Stunden-Takt erhalten.
Ein Grund für diese Entwicklung liegt mehr im ferneren Umfeld als im nahen: Die erste Etappe von Leoben Richtung Westen bis Selzthal kann durch den Galgenbergtunnel und die gut ausgebaute Schoberpassstrecke schnell zurückgelegt werden. Die anschließenden Teilstrecken Selzthal–Linz und Selzthal–Bischofshofen–Wörgl bieten jedoch unattraktive Fahrzeiten. Die noch immer weitgehend eingleisige Ennstalstrecke ist zudem regelmäßig von mehrwöchigen Streckensperren im Zweijahres-Rhythmus betroffen.
Über Jahrzehnte war Leoben in den internationalen Fernverkehr Wien–Italien (Venedig, Mailand, Rom) gut eingebunden. Aktuell (2015) verkehrt ein EuroNight Wien–Rom und ein EuroCity Wien–Venedig. Kurzen Bestand über jeweils wenige Fahrplanperioden hatten Verbindungen Zagreb–Graz–Linz–Prag, mit Kurswagen auch Zürich–Budapest, Graz–Salzburg–Paris, Villach–Wien–Warschau und Villach–Wien–Prag–Berlin–Hamburg. In Ost-West-Richtung verblieb die schon langjährige Nacht-Relation Graz-Zürich mit EN464/EN465 mit nahezu gleicher Reisezeit wie vor 20 Jahren sowie die Tagesrelation Graz–Salzburg–Frankfurt(–Saarbrücken).

### Regionalverkehr
Im steirischen Regionalverkehr sind im Nahfeld Bruck an der Mur und St. Michael, an der Peripherie Mürzzuschlag, Neumarkt und Schladming direkt von Leoben erreichbar. Im Jahr 2021 wurde als nächstgelegener Haltepunkt die S-Bahn-Haltestelle Lerchenfeld auf Leobner Stadtgebiet eröffnet.
Der einstige Personen-Nahverkehr nach Sankt Michael über die Bahnhöfe Leoben Göss und den aufgelassenen Bahnhof Leoben Hinterberg sowie entlang der Erzbergbahn über Leoben Donawitz, St. Peter Freienstein, Trofaiach nach Vordernberg wurde eingestellt. Letztere Strecke hatte bis in die späten 1960er Jahre auch überregional touristische Bedeutung für den Verkehr zum Präbichl.

### Güterverkehr
Der Bahnhof Leoben hat selbst keine Einrichtungen für Frachtumschlag mehr, ist jedoch gemeinsam mit dem benachbarten Bahnhof Niklasdorf ein wichtiger Knoten für ein erhebliches Frachtaufkommen nach und von der Stahlindustrie im Leobener Stadtteil Donawitz. Den Zulauf bilden Erz aus dem slowenischen Hafen Koper via Graz oder Jesenice, von Donauhäfen, vom Erzberg über den Schoberpass sowie Koks und Kohle vorwiegend aus Tschechien und Polen über die Strecke der Nordbahn und den Semmering. Für diese schweren Züge bis zu 2000 Tonnen ist auf der, mit knapp drei Kilometern zwar kurzen, jedoch über 20 Promille steilen Strecke zum Frachtenbahnhof Leoben Donawitz meist eine Zugteilung oder eine Vorspannleistung erforderlich, die in Niklasdorf oder Leoben beigestellt wird. Zusätzlich müssen alle aus dem Süden kommenden Züge für die Weiterfahrt nach Donawitz gestürzt werden, seitdem die Donawitzer Schleife rund 300 Meter nördlich des Bahnhof Leoben Göss entfernt wurde. Das von Leoben Donawitz abgehende Frachtaufkommen, das wiederum teilweise in Leoben Hauptbahnhof verteilt wird, setzt sich vorwiegend aus den Halbfertig- (Blockstahl, Zargel) und Fertigprodukten (Draht, Schienen) zusammen.
Außer dem Hauptbahnhof betreiben die ÖBB in Leoben noch den Verschiebebahnhof Leoben Göss, ein reiner Frachtenbahnhof. und den Bahnhof Leoben Lerchenfeld. Die Bahnhöfe Leoben Donawitz und der vollständig aufgelassene Bahnhof Leoben Hinterberg liegen an Strecken, auf denen keine Personenzüge mehr verkehren. Die ehemalige Bahnstrecke zwischen Göss und Hinterberg sowie der Bahnhof Leoben Hinterberg wird abgetragen und ab 2018 zum Fahrradweg umgebaut.

## Betriebliche Besonderheiten

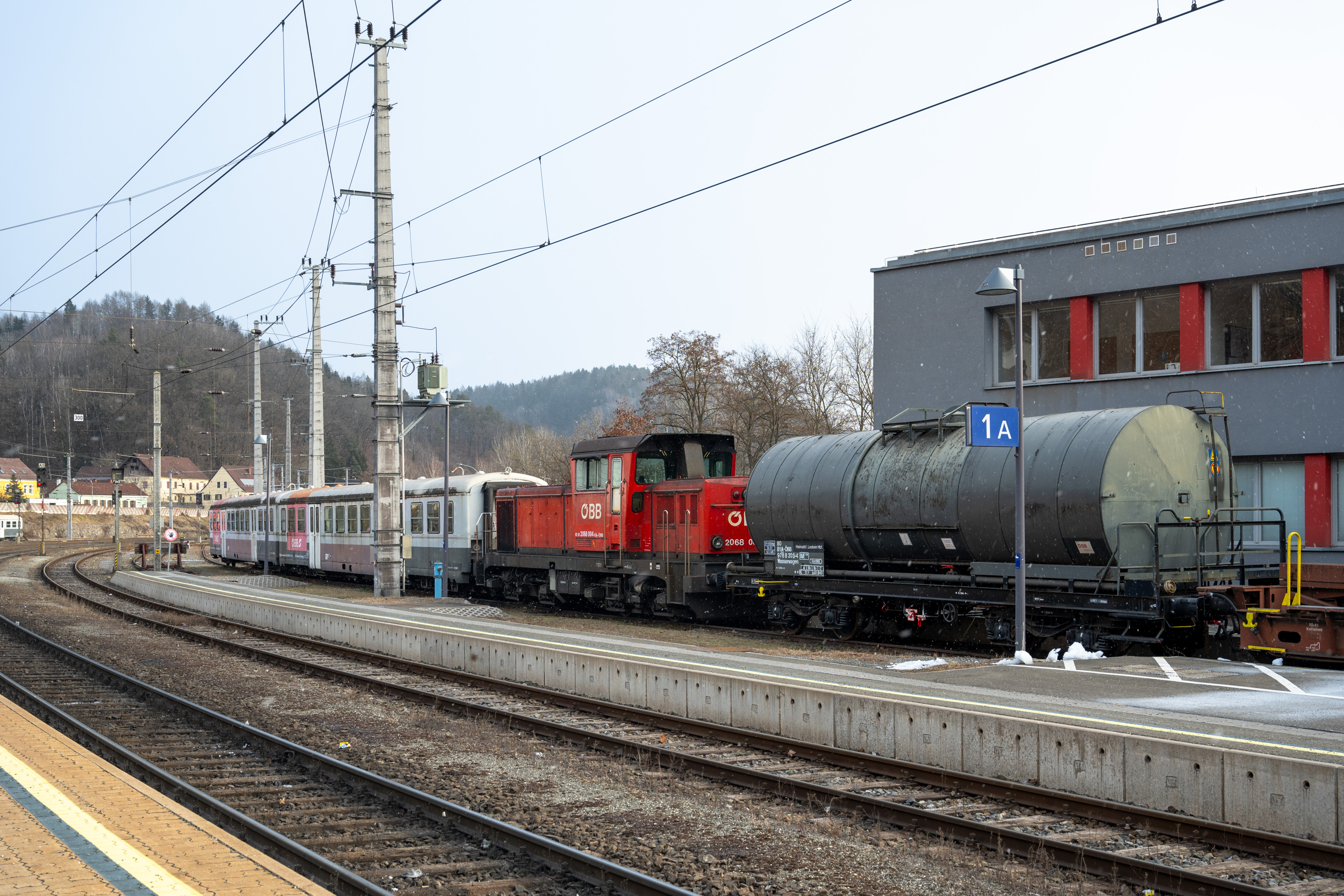
Tunnelrettungszug mit einer Diesellok der Reihe 2068 (2025)

Seit 30. Oktober 2016 wird der Leobener Hauptbahnhof (zusammen mit dem Nachbarbahnhof St. Michael) von der Betriebsführungszentrale Süd der ÖBB in Villach aus ferngesteuert.
Im nördlichen Bereich, nächst dem Postgebäude, ist der Tunnelrettungszug Nord ständig bereitgestellt, dessen südliches Pendant sich im Bahnhof St. Michael befindet.
Leoben ist Dienstsitz von Triebfahrzeugführern, die organisatorisch den Produktionsstandorten Knittelfeld und Bruck a.d. Mur angehören. Von hier aus werden die meisten beginnenden und endenden Güterzüge (Erz und Kohle) von Leoben Donawitz nach Eisenerz, Spielfeld-Straß sowie in Richtung Hohenau und Hegyeshalom bedient. Deshalb sind in Leoben zahlreiche abgestellte Triebfahrzeuge anzutreffen.

## Stadtseitige Anbindung

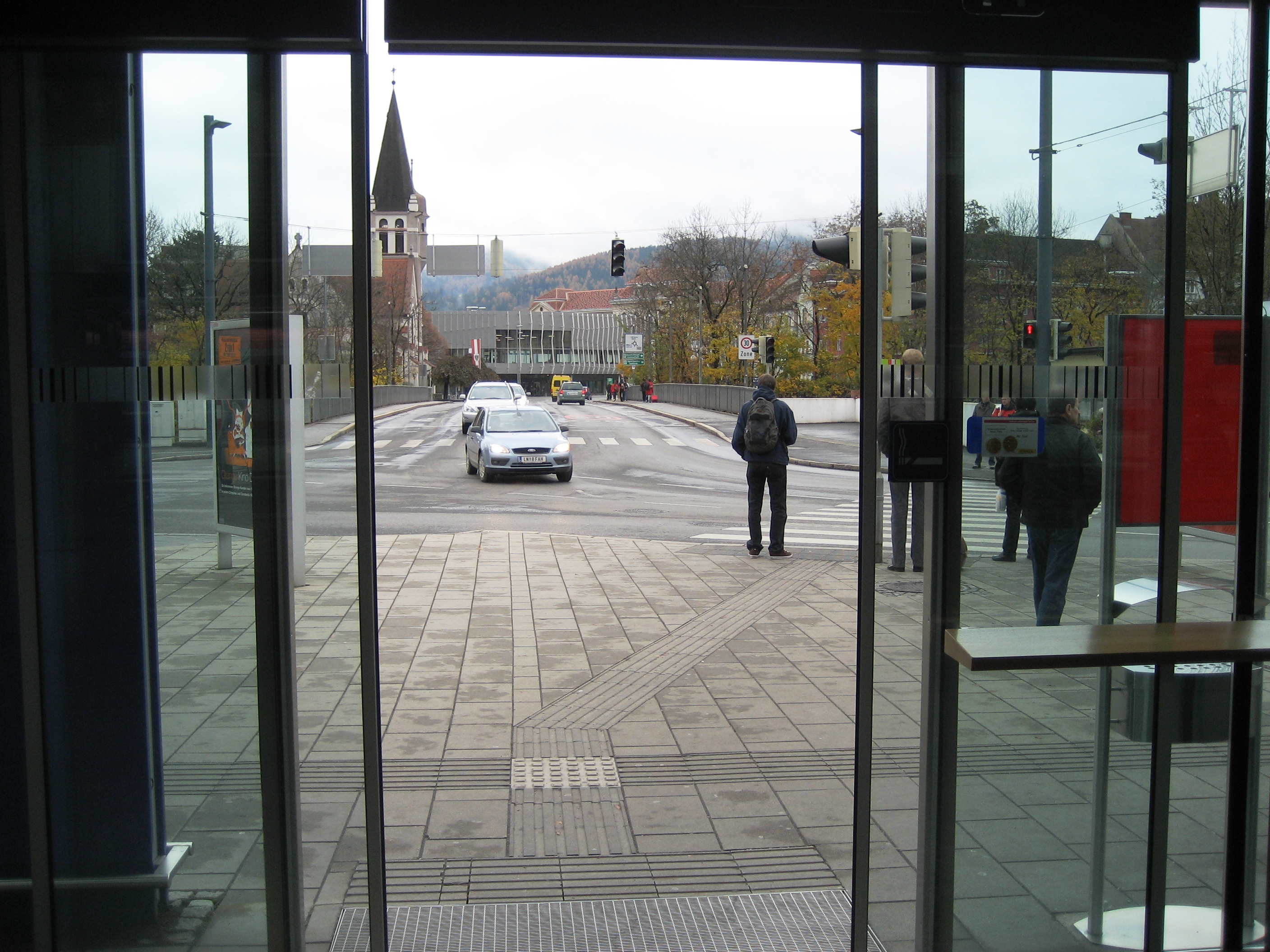
Blick vom Bahnhof in die Stadt

Straßenseitig wird der Bahnhof Leoben von lokalen Buslinien in die nahe Innenstadt, nach Göß, Donawitz und Trofaiach sowie von einigen Regionalbus-Linien bedient.
Seit den 1970er Jahren wurde von der Bevölkerung der Mangel an Kurz- und Dauerparkmöglichkeiten für den Individualverkehr kritisiert. Erst die Entfernung aller verbliebenen alten Bahngebäudeteile für den lokalen Güterumschlag im südlichen Bereich im Zuge der Modernisierung 2003 und die Uferregulierung im Zuge der Errichtung der Staustufe der Mur ermöglichten zusätzliche Kurzparkmöglichkeiten im nahen Bahnhofsumfeld. Die 2009 fertiggestellte Nordumfahrung der Stadt bewirkte nicht nur eine Entschärfung der Verkehrssituation durch die chronisch überlastete Zeltenschlagstraße, sondern begünstigt wesentlich die leichtere Erreichbarkeit des Bahnhofs auch für die östlichen Stadtteile.
Der nur zur Franz-Josef-Straße hin offene Hauptplatz mit Sichtachse zum Turm der Gustav-Adolf Kirche und die diese kreuzende Sichtachse zwischen den zueinander stehenden Gebäudefronten des Hauptbahnhofs und der jenseits der Murbrücke liegenden Montanuniversität (im Foto rechts der Kirche) ergeben zusammen ein städtebaulich attraktives Perspektiv-Geviert mit Bausubstanz von alt bis neu.

## Zitate
Fritz von Herzmanovsky-Orlando beschrieb in seinem Werk Maskenspiel der Genien den alten Bahnhof Leoben wie folgend:

„Bedeutende Schnellzugslinien versickern im Inneren von Österreich, verlieren durch einen rätselhaften Abschuppungsprozeß den Speisewagen in Leoben, diesem Gewitterwinkel des europäischen Reiseverkehrs.“

## Linien der Verbundlinie
| Linie             | Verlauf |
| ----------------- | --- |
| S-Bahn Steiermark | Unzmarkt – St. Georgen ob Judenburg – Thalheim-Pöls – Judenburg – Zeltweg – Knittelfeld – Fentsch-St. Lorenzen – Kraubath – St. Michael – Leoben Hauptbahnhof – Leoben Lerchenfeld – Niklasdorf – Bruck an der Mur |